# Les Villedieu
Les Villedieu település Franciaországban, Doubs megyében. Lakosainak száma 222 fő (2022. január 1.). Les Villedieu Brey-et-Maison-du-Bois, Gellin, Rochejean és Sarrageois községekkel határos.

## Népesség
A település népességének változása:
| Lakosok száma | 136  | 109  | 118  | 151  | 198  | 204  | 207  | 202  | 199  | 222  |
|               | 1968 | 1982 | 1990 | 2006 | 2013 | 2015 | 2017 | 2019 | 2020 | 2022 |